# بخش کولیشلیسکی
بخش کولیشلیسکی (به لاتین: Kolyshleysky District) یک منطقهٔ مسکونی در روسیه است که در استان پنزا واقع شده‌است.